# Hugo Manuel Salaberry Goyeneche
Hugo Manuel Salaberry Goyeneche, SJ (7 de março de 1952) é um prelado argentino da Igreja Católica. Atualmente serve como bispo da Diocese de Azul desde 2006.

## Vida
Nascido em San Andrés de Giles, Salaberry Goyeneche foi ordenado sacerdote em 3 de dezembro de 1985. Tornou-se membro da Companhia de Jesus em 15 de agosto de 1989.
Em 24 de maio de 2006, foi nomeado bispo de Azul. Salaberry Goyeneche recebeu sua consagração episcopal no dia 21 de agosto de 2006 de Jorge Mario Bergoglio, arcebispo de Buenos Aires, posteriormente eleito papa Francisco, com o bispo emérito de Azul, Emilio Bianchi di Cárcano, e o arcebispo de Bahía Blanca, Guillermo José Garlatti, servindo como co-consagradores.

## Ordenações episcopais
Dom Hugo Manuel Salaberry Goyeneche foi co-consagrante das ordenações episcopais de:
1. Alejandro Daniel Giorgi, nomeado bispo titular de Summa, em 3 de maio de 2014.
2. Ernesto Giobando, S.J., nomeado bispo titular de Appiaria, em 3 de maio de 2014.
3. Ángel Sixto Rossi, S.J., nomeado arcebispo de Córdova, em 17 de dezembro de 2021.